# Ola Andersson (fotbollsspelare)
Ola Andersson, född 1 juli 1966 i Österåkers församling, Stockholms län, är projektansvarig hos och före detta sportchef i Sirius Fotboll samt fotbollsexpert i TV. Han är en före detta fotbollsspelare, och har även haft uppdrag som sportchef i AIK och VD för Sirius. Andersson växte upp i Lövstalöt utanför Uppsala. Andersson representerade i unga år Bälinge IF. Från Bälinge IF blev han köpt av IF Brommapojkarna 1987 och spelade i BP till och med 1989. Därefter övergick han till spel i Sirius i Division I Norra till och med 1994. Han blev därifrån värvad till allsvenska AIK. Efter sju allsvenska matcher med AIK blev Andersson uttagen till landslaget och spelade två matcher i samband med för-EM 1995, Umbro Cup, i England. Med AIK vann Andersson SM 1998 och tre guld samt två silver i Svenska cupen. I AIK spelade Andersson med tröjnummer 4 och var lagets mittfältsdirigent under många år.
Ola Andersson är far till Fanny Andersson.

## Efter spelarkarriären
Efter fotbollskarriären övergick Andersson till TV-mediet, där han blev expertkommentator vid Canal Plus fotbollssändningar. Vid världsmästerskapen 2002 ersatte Andersson den hastigt insjuknade Thomas Wernersson i SVT:s studio. Andersson fick smeknamnet "Rit-Ola" efter tecknaren Jan-Erik Garland som gjorde signaturen känd. Andersson visade sina tankar och teori om spelet genom att rita och förklara olika matchsekvenser, på ett pedagogiskt och lättförståeligt sätt direkt på tv-skärmen av aktuell match. Därefter har Andersson fortsatt vid Canal Plus, under några år kombinerat med tränarskap i IK Fyris (då i Division III), och Viasat. Efter Fotbolls-VM 2006 tog Andersson över jobbet som sportchef i AIK. Han avslutade sitt uppdrag som sportchef den 10 november 2008 efter att AIK slutat 5:a i Allsvenskan, anledningen till avgången var dock att Andersson i samråd med bland annat dåvarande VD:n Charlie Granfelt sparkade tränaren Rikard Norling trots att denne hade stort stöd hos supportrarna.
Mellan 2013 och 2015 var Ola Andersson VD för IK Sirius.
Ola Andersson fick pris som Uppsalas starkaste personliga varumärke år 2014.
I november 2018 anställdes Andersson som sportchef i IK Sirius, en roll han hade fram till 2023.